# Peter Schumacher (Bildhauer)
Peter Schumacher (* 1864 in Aachen; † nach 1943 in Hannover) war ein deutscher Bildhauer.

## Werke

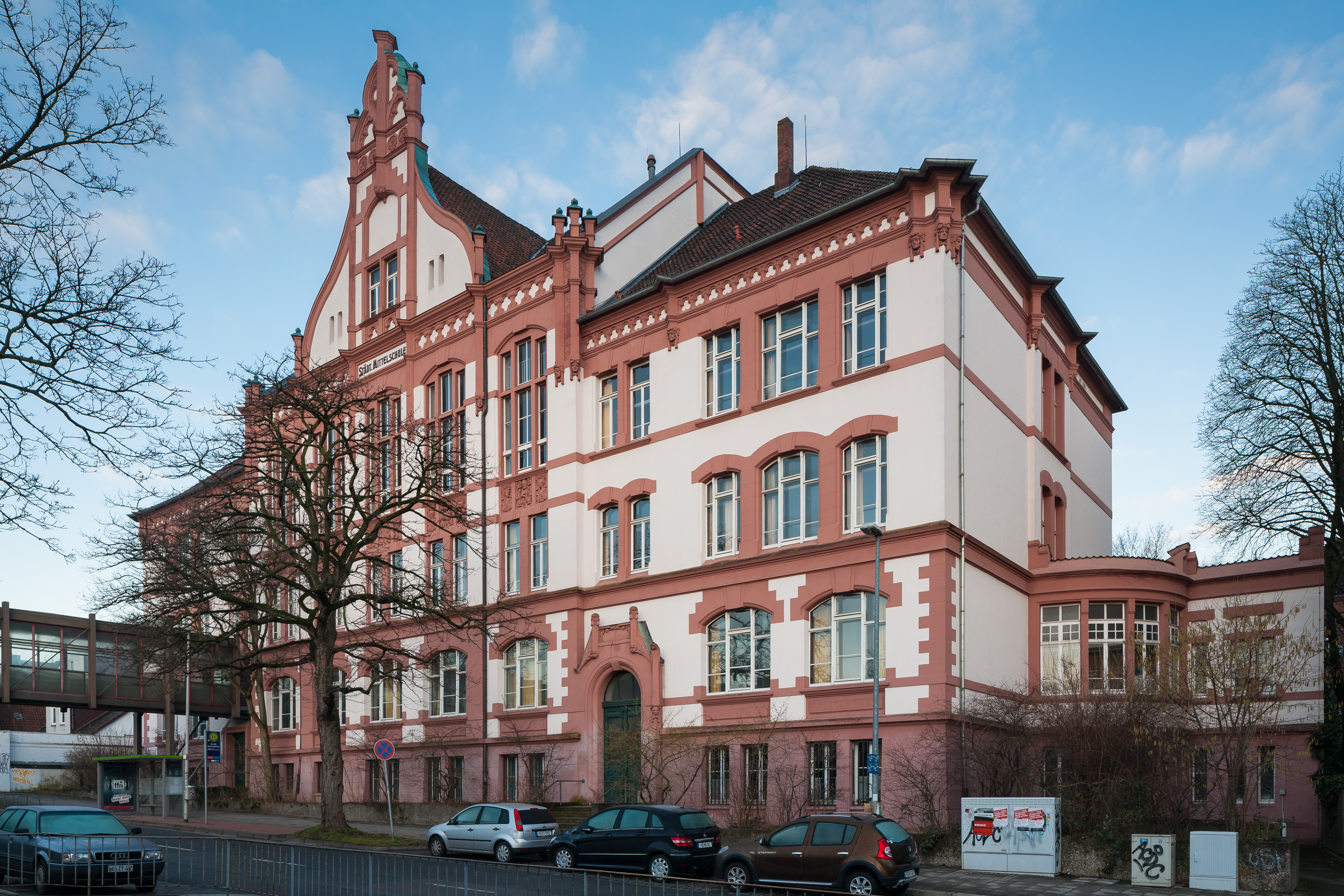
Anfang des 20. Jahrhunderts gestaltete Schumacher den figürlichen Schmuck der Fassade der Mittelschule am Lindener Berge

Peter Schumacher gestaltete für die 1904 bis 1905 errichtete Mittelschule, heute Teil der IGS Linden, den ornamentalen und figürlichen Schmuck der in Formen der Spätgotik und Frührenaissance im Übergang zum Jugendstil gestalteten Fassade. Das Bauwerk steht mittlerweile unter Denkmalschutz.
Eine Bronzefigur Schumachers wurde am 5. Oktober 1907 vor dem Rathaus in Bückeburg aufgestellt. Sie wurde später als Herold interpretiert und soll Ähnlichkeit mit dem St. Eustachius auf Dürers Paumgartner-Altar haben. Auf der Standarte, welche die Figur trägt, ist zu lesen: „Das Beste nur soll herrschen“. Die Figur wurde von einem ausgewanderten Sohn des früheren Bürgermeisters Gerbracht der Stadt geschenkt.
Die Hauptfassade des Neuen Rathauses in Hannover, das 1913 fertiggestellt wurde, wurde mit einem Bilderfries zur Geschichte der Stadt Hannover geschmückt. Von Schumacher stammen darin drei Reliefs. Das erste ganz links zeigt ein aus Hannover stammendes Mädchen um 1150 am Grab von Bischof Bernward von Hildesheim. Jenes ganz rechts zeigt den Herzog Ernst den Bekenner 1525 beim lutherischen Abendmahl. Das vierte Relief von rechts zeigt den Bürgermeister Christian Ulrich Grupen im Jahr 1747 mit dem Plan der Aegidienneustadt.

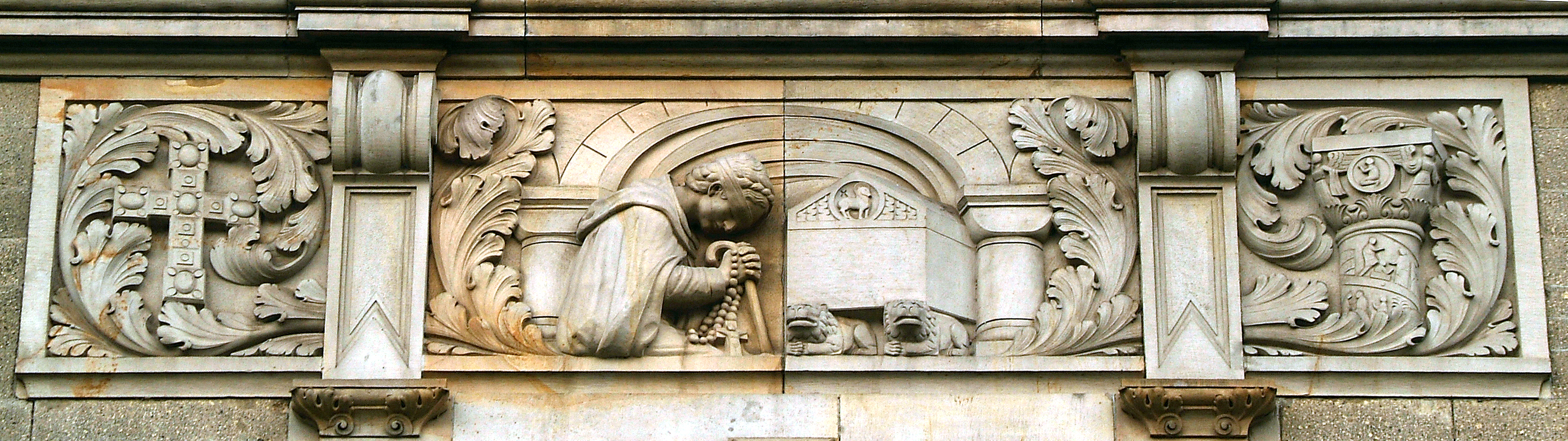
Betendes Mädchen um 1150 am Grab von Bischof Bernward von Hildesheim
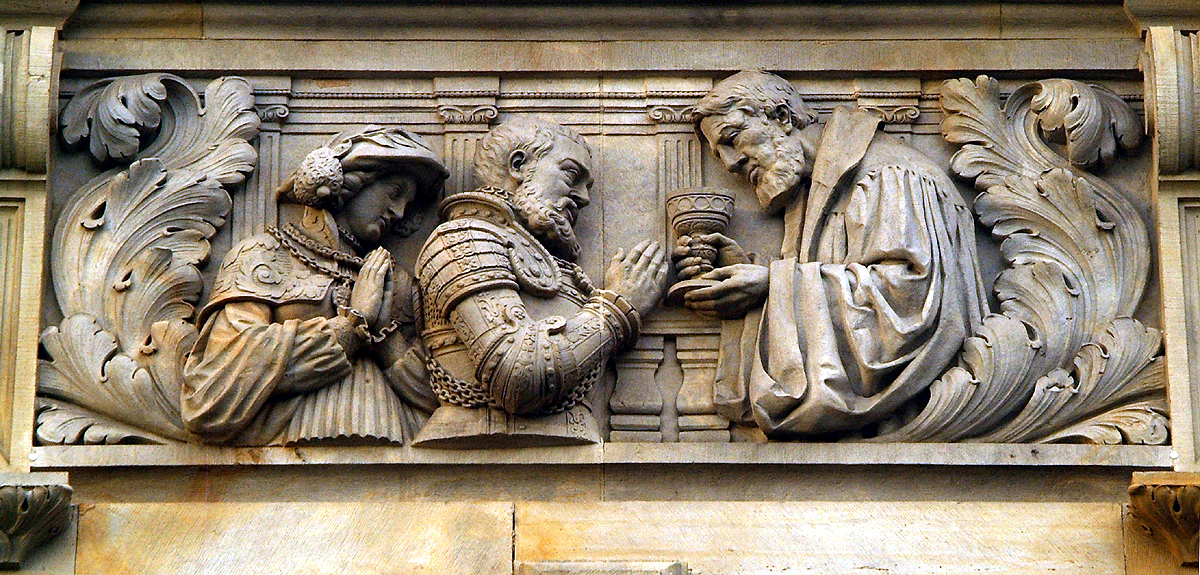
Herzog Ernst der Bekenner 1525 beim lutherischen Abendmahl
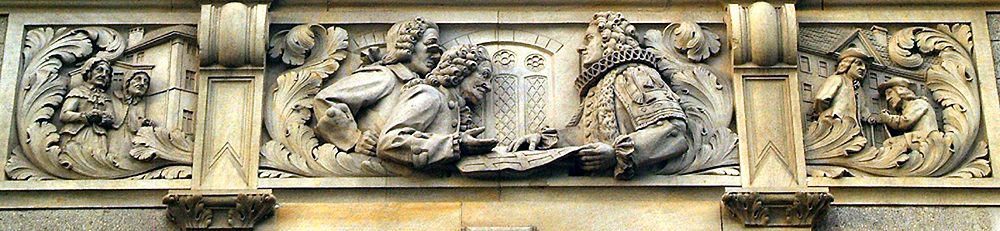
Bürgermeister Christian Ulrich Grupen 1747 mit dem Plan der Aegidienneustadt

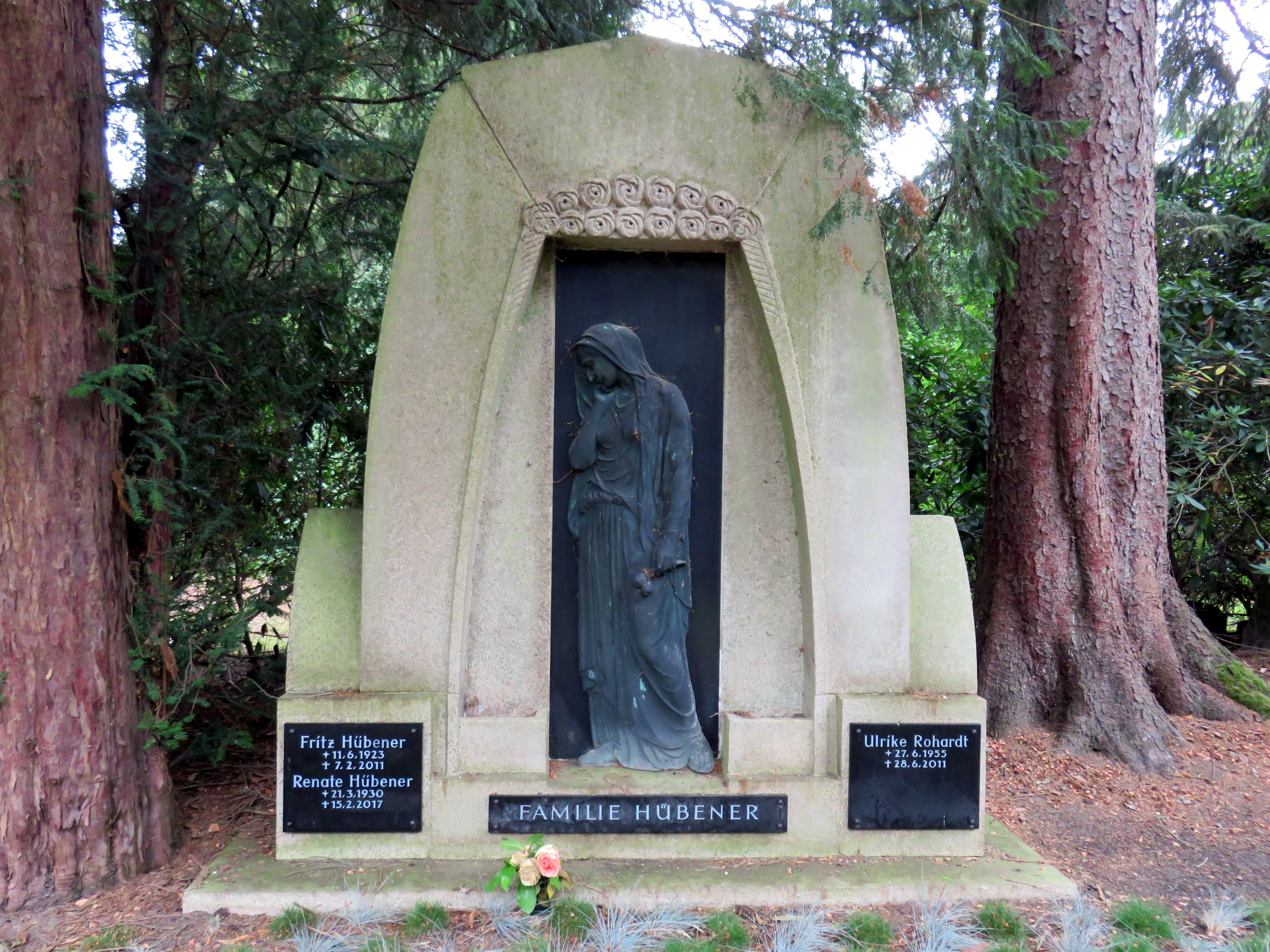
Grabmal der Familie Hübener von 1914 auf dem Friedhof Ohlsdorf

Aus den 1920er Jahren stammt Schumachers Sandsteinfigur der Gänseliesel im Kurpark in Bad Pyrmont. Ebenfalls aus Sandstein fertigte er die Figur eines Bauernmädchens mit Spinnrocken und Wolle, die 2018 im Kunsthandel angeboten wurde.
Für die Löwenbastion am Maschsee von Hannover entwarf Schumacher zwei liegende Krokodile. Arno Brekers Entwurf, der zwei Löwen vorsah, wurde aber bevorzugt. Schumachers Krokodile wurden später in der Lindemannallee 19 aufgestellt: Der Industrielle Georg Greiser hatte die Sandsteinfiguren auf seinem Grundstück in Dollbergen herstellen lassen. Aus seinem Nachlass wurden die Krokodile dann an Erich Cordes verkauft, der sie vor das Mietshaus in der Lindemannallee versetzte.